# Сражение при Кымсане
Сражение при Кымсане (корейск. 금산 전투) — крупное сражение между армиями Тан и Когурё, которое произошло в 667 году во время третьей когурёско-танской войны.
Войны между китайской империей Тан и корейским королевством Когурё непрерывно бушевали в течение двух десятилетий, начиная с 645 года. Предыдущие два вторжения Тан были неудачными и привели к огромным потерям для обеих сторон.
14 сентября 667 года войска Тан с помощью предателя Ён Намсэна наконец захватили крепость Синсун (совр. Шэньян или Фушунь, Ляонин), самую сильную крепость на северной границе Когурё. Затем военачальник Ли Шицзи приказал удерживать крепость, чтобы использовать её в качестве базы и плацдарма для дальнейших наступательных операций против Когурё. В октябре 667 года китайские войска пошли в наступление на Пуё (совр. уезд Нунъань, часть Чанчуня, Цзилинь), последний город на севере Когурё, который ещё не пал.
В ответ фактический правитель Когурё Ён Намгон собрал войска со всего государства численностью 200 000 человек, чтобы восстановить северный фронт, и послал их на перехват китайской армии, чтобы не допустить падения Пуё. Эту армию возглавил его брат Ён Намсан.
Авангард армии Тан под командованием генералов Пан Туншаня и Гао Кана подходил к крепости Кымсан (в совр. уезде Чанту, Ляонин), которая преграждала путь в Пуё. Подошедшая более многочисленная корейская армия быстро атаковала китайский авангард, нанеся ему тяжёлые потери, и заставила отступить. Армия Когурё начала преследование. Но в это время подошли танские войска во главе с Сюэ Жэнгуем и Ён Намсеном и атаковали армию Когурё с фланга. Одновременно вернулся в бой танский авангард, который контратаковал с фронта. Армия Когурё впала в замешательство и была разгромлена, погибло 50 000 человек.
После битвы армия Тан взяла крепость Кымсан, а затем двинулась дальше на север, чтобы захватить Пуё.